# Nikolai Gorbatsjov
Nikolai Gorbatsjov (Rahachow 15 mei 1948 - 9 april 2019) was een Sovjet-Wit-Russisch kanovaarder. 
Gorbatsjov won tijdens de Olympische Zomerspelen 1972 de gouden medaille in de K-2 1.000 meter samen met Viktor Kratasjoek.

## Belangrijkste resultaten

### Olympische Zomerspelen
| Editie | Plaats  | Resultaten |
| ------ | ------- | ---------- |
| 1972   | München | K-2 1.000m |

### Wereldkampioenschappen vlakwater
| Jaar | Plaats      | Resultaten |
| ---- | ----------- | ---------- |
| 1971 | Belgrado    | K-4 1.000m |
| 1974 | Mexico-stad | K-4 1000m  |
| 1975 | Belgrado    | K-4 1.000m |

1936: Alfons Dorfner & Adolf Kainz ·
1948: Hans Berglund & Lennart Klingström ·
1952: Yrjö Hietanen & Kurt Wires ·
1956: Meinrad Miltenberger & Michel Scheuer ·
1960: Gert Fredriksson & Sven-Olov Sjödelius ·
1964: Sven-Olov Sjödelius & Gunnar Utterberg ·
1968: Vladimir Morozov & Aleksandr Sjaparenko ·
1972: Nikolai Gorbatsjov & Viktor Kratasjoek ·
1976: Sergej Nagorny & Vladimir Romanovski ·
1980: Vladimir Parfenovitsj & Sergej Tsjoechrai ·
1984: Hugh Fisher & Alwyn Morris ·
1988: Greg Barton & Norman Bellingham ·
1992: Kay Bluhm & Torsten Gutsche ·
1996: Antonio Rossi & Daniele Scarpa ·
2000: Beniamino Bonomi & Antonio Rossi ·
2004: Henrik Nilsson & Markus Oscarsson ·
2008: Martin Hollstein & Andreas Ihle ·
2012: Rudolf Dombi & Roland Kökény ·
2016: Marcus Groß & Max Rendschmidt ·
2020: Thomas Green & Jean van der Westhuyzen